# Tobias Husemann

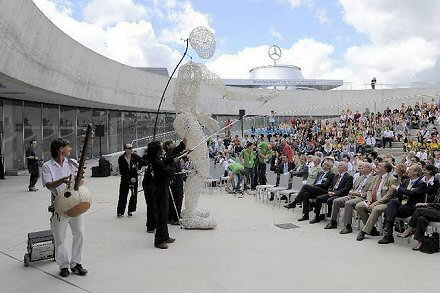
Dundu beim Weltjugendfestival der Unesco vor dem Daimler-Benz-Museum in Stuttgart

Tobias Husemann (* 11. Januar 1970 in Stuttgart) ist ein deutscher Puppenspieler und Puppenbauer.
Einem breiteren Publikum bekannt wurde Husemann mit der von ihm erschaffenen, fünf Meter großen Figur Dundu, die von einem Team von insgesamt fünf Puppenspielern gespielt wird.

## Biografie
Tobias Johannes Ferdinand Husemann wurde 1970 als Sohn des Malers, Bildhauers und Lehrers Frimut Husemann und dessen Frau, der Töpferin Elwire Husemann, in Stuttgart geboren. Er besuchte dort ab 1977 die Waldorfschule auf der Uhlandshöhe. Im Alter von 12 Jahren gründete Tobias, mit Unterstützung seiner Eltern, sein erstes eigenes Puppentheater, mit dem er auch öffentlich auftrat. Nach  einer Tischlerlehre in den Jahren von 1987 bis 1990 und nach Ableistung seines Zivildienstes, begann er 1991 ein Studium an der Kunstakademie in Stuttgart. Studienbedingt verlagerte sich das künstlerische Interesse von Tobias Husemann für einige Jahre auf das Design von Interieur und er gründete 1991 die Firma Interio Designs – Freies Möbeldesign. Parallel zu seinem Kunststudium entwarf und produzierte er mit seiner Firma Möbel aus Holz und Stahl, unter anderem für den Grafikdesigner, Typograph und Autor Kurt Weidemann, für die Schriftstellerin Heidemarie von Wedel und für den Musiker Thomas D.
Husemann trennte sich 1995 von seiner Firma und widmete sich dem Puppenbau und Puppenspiel. Dazu ging er 1996 nach Jerusalem und arbeitete dort sechs Jahre lang für das bekannte Teatron Hakaron. Für das Stück  Elvis neue Kleider des Theaters baute und spielte der Künstler auch seine erste Großfigur in Gestalt von Elvis Presley. Beim Bau dieser fast vier Meter hohen Puppe legte Husemann Wert auf die Ausführung von Presleys legendären Hüftschwung. Mit Elvis, gespielt wird die Marionette mit Hilfe von drei Puppenspielern, feierte Husemann große Erfolge in Israel; unter anderem beim Internationalen Puppentheaterfestival in Jerusalem.
2002 kehrte der Puppenspieler nach Deutschland zurück und ging für zwei Jahre nach Bremen. Für die Veranstaltung der Stadt Bremen Freie Nacht der Masken baute Husemann das Set und die Großmaske des Roland von Bremen, die er auch selbst spielte. Danach ging er 2004 noch für ein Jahr nach Berlin, um dann 2005 wieder nach Stuttgart zurückzukehren. Hier entwarf und baute er die fünf Meter hohe Großfigur DUNDU. Außerdem baut und spielt er seitdem auch Großmasken und andere Großfiguren, zumeist für die Demonstrationen von Campact, der Internetplattform für Demokratie in Aktion. Unter anderem fertigte Husemann für eine Demonstration von Campact beim Parteitag der SPD im Jahr 2007 eine Großmaske des damaligen Chefs der Deutschen Bahn Hartmut Mehdorn und eine SPD-Marionette. Sehr bekannt und beliebt wurde die Großfigur des Kohlosaurus von 2008. Der fünf Meter hohe Dinosaurier in Form eines Kohlekraftwerkes war ein  Bestandteil der Demonstrationen des Bündnisses Klima-Allianz Deutschland  gegen die neuen Pläne des Neu- und Ausbaus von Kohlekraftwerken in diesem Jahr. Bei jeder Demonstration auf seiner  Städtetournee durch ganz Deutschland stieg aus dem Inneren des Kohlosaurus eine Wolke von 2.000 schwarzen Luftballons auf. Für die Demonstrationen  gegen die Gentechnikpläne des Bundeslandwirtschaftsministers von Campact – Demokratie in Aktion fertigte Tobias Husemann 2009 eine Großmaske von Horst Seehofer und einen überdimensionalen Maiskolben an.

## Dundu

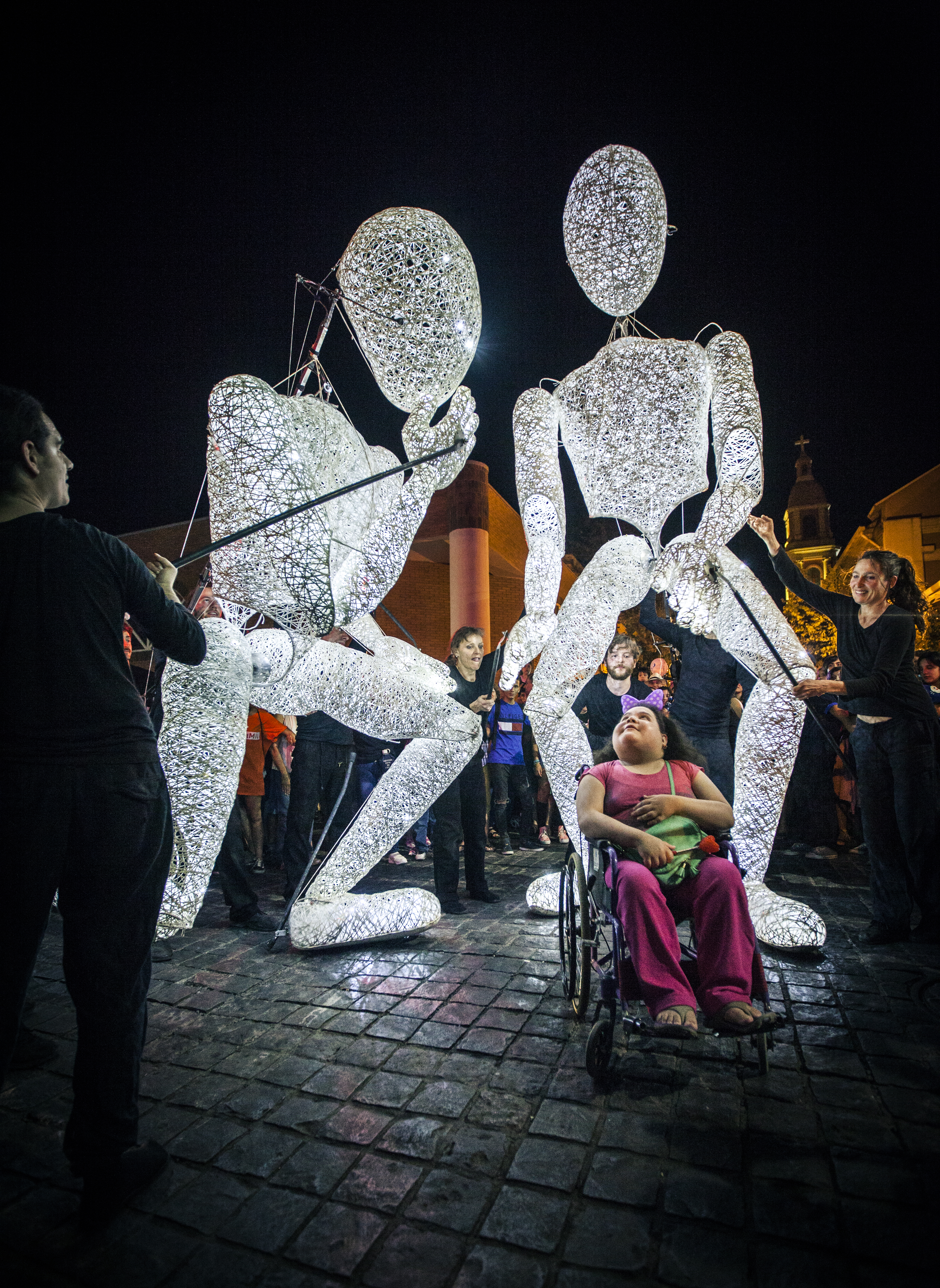
DUNDU beim Walkakt in Rancagua im Rahmen von Santiago a Mil 2017

Nachdem Tobias Husemann schon Marionetten aller Art gebaut und gespielt hatte, von winzigen Fingerpuppen über Stabpuppen, Stockpuppen und Marionetten bis hin zu sehr großen Puppen, wollte er mit seiner Figur Dundu in ganz neue Dimensionen des Puppentheaters vorstoßen. Dundu sollte so groß wie möglich sein, aber ohne ein Gerüst oder ähnliche Hilfsmittel frei und leicht zu spielen, so dass die Bewegungen der Puppe trotz ihrer Größe von annähernd fünf Metern natürlich und menschlich wirken konnten. Sie sollte in ihrer Erscheinung mächtig, aber trotzdem transparent und filigran wirken, dabei aber auch in der Lage sein, Licht zu reflektieren. DUNDU steht für DU UND DU und ist die Philosophie des ambitionierten Kunst-Projektes. Das Ensemble aus Puppenspieler, Schauspielern, Tänzern und Jongleuren will einen Beitrag für eine bessere Welt leisten, und mit DUNDU werden künstlerische Impulse geteilt.
Diese Ansprüche an die Bauweise seiner neuen Figur Dundu waren mit den üblichen Materialien, die im Puppenbau ihre Verwendung finden, nicht zu erfüllen. Tobias Husemann musste neue Wege gehen, und so fanden Materialien wie Kunstfasern, Kohlefaserstäbe und Hochleistungsaluminium ihren Weg in den Puppenbau. Zusammen mit seinem Projektleiter Stefan Charisius und einem Team baute Tobias Husemann seinen ersten Dundu, der im Frühjahr 2006 fertig wurde. Die aus insgesamt 14 Teilen bestehende Großfigur bestand die erste Probe, Dundu konnte von Anfang an problemlos sein gesamtes Repertoire ausspielen. Tobias Husemann entführt das Publikum mit Dundu in eine ganz besondere Poesie des Puppenspiels, ob nun bei der Eröffnungsfeier der Leichtathletik-Weltmeisterschaften 2009 in Berlin, beim Weltjugendfestival der UNESCO in Stuttgart oder bei der Kieler Woche. Anfang 2013 startete Dundu den Peace Walk bis zum Tahrir-Platz, um dort einen Impuls für Frieden und Zusammenarbeit zu setzen.
Zur Pressekonferenz anlässlich des 10-jährigen Jubiläums im Juni 2016 gab Fabian Seewald (Geschäftsführer von DUNDU und creative dynamo) die Mission für die Zukunft bekannt: „Sharing the Light“ „Sharing the Light“ bedeutet für das Ensemble, dass neben den emotionalen Showinszenierungen mit Wow-Faktor mehr und mehr die Philosophie in das Zentrum der Performance rückt.
Inzwischen gingen die Reisen von DUNDU mit rund 200 Auftritten jährlich um den gesamten Globus. 2017 folgte das Team der Einladung des größten Theaterfestivals von Lateinamerika in Santiago de Chile: Santiago a Mil.